# توم لورنس
توماس موريس «توم» لورانس (ولد في 13 يناير 1994) هو لاعب كرة قدم ويلزي ويلعب كمهاجم لنادي مانشستر يونايتد الإنكليزي.
ولد في ريكسهام، انضم إلى مانشستر يونايتد في سن الثامنة وتدرج خلال الفئات العمرية، وكذلك ذهب على سبيل الإعارة في كارلايل يونايتد ويوفيل تاون.
وقد مثل أيضا منتخب ويلز تحت 17 عاما، ومستوى تحت 19 عاما وتحت 21 عاما.

## سيرة اللاعب
مانشستر يونايتد
ولد في ريكسهام الإنجليزية، نمى لورانس في فلينتشير، وانضم إلى مانشستر يونايتد من ايفرتون في سن الثامنة. توشاك فاريل، مدرب ايفرتون في ذلك الوقت علق في وقت لاحق أن لورانس كان «لورنس مشجع كبير لمانشستر يونايتد بحيث لم يكن لدينا فرصة للاحتفاظ به عندما أرادوا الحصول عليه!»
بعد أن تقدم من خلال الدرجات العمرية، كان أول ظهور له لفريق تحت 18S في سن ال 15 في مباراة ودية ضد الجانب المالطي هيبرنيانز في أكتوبر 2009.
بعد توقيع أول عقد احترافي له في يوليو 2012، لعب لورانس الخطوة مع الفريق الرديف بشكل دائم لموسم 2012-13.
تمكن لورانس من تسجيل أربعة أهداف في 20 مباراة خلال الموسم.
يوم 6 مايو عام 2014، أعطيت للورانس الفرصة للعب لأول مرة مع الفريق الأول عن طريق الاعب والمدير الفني راين غيغز، حيث بدأ في الفوز 3-1 في الدوري الممتاز ضد هال سيتي. تم استبداله في الدقيقة 70 براين غيغز.

## المسيرة الدولية
في 22 مايو 2014، تم استدعاء توم لورنس للمنتخب الأول لويلز للعب مباراة ودية ضد هولندا يوم 4 يونيو 2014.

## روابط خارجية
- توم لورنس على موقع الاتحاد الدولي (مؤرشف)  (الإنجليزية)
- توم لورنس على موقع الاتحاد الأوربي (الإنجليزية)
- توم لورنس على موقع قاعدة بيانات كرة القدم.إي يو (الإنجليزية)
- توم لورنس على موقع ناشيونال فوتبول تيمز (الإنجليزية)
- توم لورنس على موقع Soccerbase.com (لاعب) (الإنجليزية)
- توم لورنس على موقع Soccerway.com (الإنجليزية)
- توم لورنس على موقع عالم كرة القدم.نت (الإنجليزية)
- توم لورنس على موقع AS.com (الإسبانية)